# Cairo Challenger 2010
Il Cairo Challenger, noto come Palm Hills International Tennis Challenger 2010 per motivi di sponsorizzazione, è stato un torneo professionistico di tennis maschile giocato sulla terra rossa, che faceva parte dell'ATP Challenger Tour 2010. Si è giocato a Il Cairo in Egitto dal 3 all'8 maggio 2010.

## Partecipanti

### Teste di serie
| Nazionalità | Giocatore                   | Ranking* | Testa di serie |
| ----------- | --------------------------- | -------- | -------------- |
| Giamaica    | Dustin Brown                | 104      | 1              |
| Belgio      | Christophe Rochus           | 132      | 2              |
| Francia     | Édouard Roger-Vasselin      | 136      | 3              |
| Argentina   | Juan Pablo Brzezicki        | 176      | 4              |
| Belgio      | Niels Desein                | 180      | 5              |
| Germania    | Andre Begemann              | 193      | 6              |
| Francia     | Jonathan Dasnières de Veigy | 204      | 7              |
| Germania    | Bastian Knittel             | 227      | 8              |

- Ranking al 26 aprile 2010.

### Altri partecipanti
Giocatori che hanno ricevuto una wild card:
- Mahmoud Ezz
- Karim Maamuon
- Sherif Sabry

Giocatori passati dalle qualificazioni:
- Nikola Ćirić
- Petru-Alexandru Luncanu
- Mohamed Safwat
- Fernando Vicente

## Campioni

### Singolare
Ivo Minář ha battuto in finale  Simone Vagnozzi con il punteggio di 3–6, 6–2, 6–3

### Doppio
Martin Slanar /  Simone Vagnozzi hanno battuto in finale  Andre Begemann /  Dustin Brown con il punteggio di 6–3, 6–4